# Liste des prieurs du Val des Choues

## Prieurs
Le tome XXVII du bulletin de la Société d’émulation du Bourbonnais (1925) dresse la liste des grands prieurs de l’abbaye du Val des Choues, qu'il orthographie d'ailleurs Val-des-Choux. Cette liste est accompagnée, pour certains d’entre eux, d'une brève notice biographique.
- 1213 : Gui ou Wiart
- vers 1220 : Humbert
- vers 1236 : Manasser
- vers 1245 : Jean 1er
- vers 1250 : Renaud
- vers 1265 : Heury
- vers 1317 : Laurent
- vers 1323 : Lambert
- vers 1345 : Bartholomé
- 1367 : Jean II de Poigne
- 1370 : Pierre de Châteauvillain
- 1401-1423 : Jean III de Longueville
- 1430-1455 : Gui II de Parte
- 1460-1467 : Perrault de Gois
- 1472-1502 : Jacques Courtois
- 1508-1509 : Vincent de Merlet, premier prieur commendataire
- vers 1521 : Jean IV Malion
- 1548-1556 : Antoine Nepveu
- 1577 : Jean V Thomassin
- 1584 : Guillaume Garnier
- vers 1590 : Jean IV Fremiot
- Gilles Bassinet
- 1606 : François Rabutin
- 1621 : Guy III de Rabutin, oncle de Roger de Bussy-Rabutin, mort en 1651
- 1697 : Philippe Lenet
- 1697 : Claude Legrand
- Dom Leleu
- Dom Bruno Picard

## Source
- Liste des prieurs : Bulletin de la Société d’émulation du Bourbonnais, tome XXVII, 1925.